# Cumnock
Cumnock je grad u East Ayrshire, Škotska. Indsutrijski grad koji je rodno mjesto Keira Hardiea. S populacijom od 10,000 ljudi u prošlosti je bilo rudarsko i tekstilno središte, no skoro ništa od te industrije nije ostalo. U blizini grada nalazi se Glaisnock Water i River Lugar.
William Wallace je po knjizi The Wallace neko vrijeme živio u tom mjestu. Autor te knjige je Slijepi Harry. 